# John Huddles
John Huddles, né le 15 janvier 1964 est un réalisateur, scénariste et producteur américain.

## Filmographie
- 1996 : Far Harbor (réalisateur, scénariste, producteur)
- 1998 : La ferme - une comédie bio (réalisateur, scénariste)
- 2013 : After the Dark (réalisateur, scénariste, producteur)